# Anthura gracilis
Anthura gracilis är en kräftdjursart som först beskrevs av Montagu 1808.  Anthura gracilis ingår i släktet Anthura och familjen Anthuridae. Arten är reproducerande i Sverige. Inga underarter finns listade i Catalogue of Life.